# La Tuilière
La Tuilière este o comună în departamentul Loire din sud-estul Franței. În 2009 avea o populație de 292 de locuitori.

## Evoluția populației
| An        | 1975 | 1982 | 1990 | 1999 | 2006 | 2009 |
| --------- | ---- | ---- | ---- | ---- | ---- | ---- |
| Populație | 424  | 362  | 362  | 321  | 300  | 292  |